# Automobiles Carteret
Automobiles Carteret war ein französischer Hersteller von Automobilen.

## Unternehmensgeschichte
Louis Vienne, der auch L. Vienne leitete, gründete 1922 das Unternehmen in Courbevoie und begann mit der Produktion von Automobilen. Der Markenname lautete Carteret. Im gleichen Jahr endete die Produktion bereits wieder.

## Fahrzeuge
Im Angebot stand ein Kleinwagen. Für den Antrieb sorgte ein Vierzylindermotor von Ruby mit 904 cm³ Hubraum. Das Getrieb verfügte über vier Gänge. Die Kraftübertragung mit konischen Kegelrädern nach einem Patent von Domecq-Cazeaux erwies sich als Schwachpunkt der Konstruktion.